# BuzzFeed
BuzzFeed est un site d'information et une société américaine de médias Internet. Fondée en 2006 à New York comme un laboratoire viral par Jonah Peretti (en), la société est un média mondial de divertissement présent majoritairement sur les réseaux sociaux.
Connue à l'origine pour ses quiz en ligne et ses articles sur la culture pop, la société est devenue une entreprise mondiale de médias et de technologie, offrant une couverture sur différents sujets, notamment la politique, le bricolage, les animaux et les affaires. Fin 2011, BuzzFeed embauche Ben Smith de Politico en tant que rédacteur en chef, pour étendre le site au journalisme de longue durée et au reportage. Après des années d'investissement dans le journalisme d'investigation, en 2021, BuzzFeed News remporte le National Magazine Award, le prix George-Polk et le prix Pulitzer.
Malgré l'entrée de BuzzFeed dans le journalisme « sérieux », une enquête du Pew Research Center de 2014 révèle qu'aux États-Unis, BuzzFeed est considéré comme une source peu fiable par la majorité des personnes interrogées, quel que soit leur âge ou leur affiliation politique. L'audience du site est décrite comme étant « de gauche ».
BuzzFeed News a depuis déménagé vers son propre site internet plutôt que d'exister en tant que section du site Web principal de BuzzFeed.

## Histoire
BuzzFeed est fondé en 2006 à New York par Jonah Peretti, l'un des cofondateurs du Huffington Post. À ses débuts, le site est un agrégateur de liens détectant les contenus viraux. Peretti s'y consacre à plein temps en 2011 après le rachat du Huffington Post par AOL. BuzzFeed commence à produire ses propres contenus,,.
À la fin de l'année 2011, Ben Smith (en) de Politico y est embauché en tant que rédacteur en chef, dans un mouvement d'extension du site vers un journalisme dit « sérieux ». L'entreprise se finance principalement avec différentes méthodes dérivées du publirédactionnel, dont notamment le marketing de contenu ou bien le native advertising,.
En plus de son origine américaine, BuzzFeed s'internationalise pour la première fois au Royaume-Uni en 2013, puis au Canada, en Inde et en Australie. En novembre 2013, BuzzFeed met en ligne une version française. À son lancement, BuzzFeed France, comme les autres versions internationales, publie principalement des traductions des articles et listes américaines. Deux salariées, une basée à Paris, et une à New York, composent l'équipe au début. Toutefois le modèle adopté par BuzzFeed à l'international promet la constitution d'une équipe plus importante et plus de production locale rapidement, comme ce fut le cas au Royaume-Uni où l'équipe éditoriale passe de deux à quinze journalistes en moins d'un an,.
En 2014, ce sont les versions espagnoles et allemandes qui voient le jour. En 2015, le média s'installe au Mexique, et au Japon.
Le 10 août 2014, BuzzFeed annonce avoir reçu un financement de cinquante millions de dollars de la firme de capital-risque Andreessen Horowitz. Le 18 août 2015, le groupe bénéficie d'un investissement de 200 millions de dollars du conglomérat de médias américain NBCUniversal.
En difficultés, l'entreprise licencie environ 100 personnes en novembre 2017. Le 7 juin 2018, BuzzFeed annonce la fermeture et le licenciement de 100 % des salariés de son antenne française, soit quatorze salariés.
En novembre 2020, BuzzFeed annonce l'acquisition de HuffPost à Verizon. En parallèle Verizon prend une participation dans BuzzFeed.

## Ligne éditoriale
Aux États-Unis, BuzzFeed est connu pour la présentation de ses contenus, notamment les listes d'images, contenus le plus souvent légers et peu fouillés,, et associés à de la publicité native, tout en proposant des articles de fond.
Ben Smith, le rédacteur en chef, explique ainsi lors du lancement de BuzzFeed France qu'attirer l'internaute avec des sujets superficiels permettrait ainsi de les rediriger a posteriori sur des sujets délaissés de la presse comme l'international, l'investigation et les thèmes LGBT. Malgré cela, le monde de la presse reste dubitatif face à la manière de traiter l'actualité, pointant du doigt des manques comme la non couverture par BuzzFeed France le jour de son ouverture de la mort de deux journalistes de RFI au Mali.
En 2017, Le Monde diplomatique remarque que la version française « s'efforce de mettre l'accent sur le journalisme », comptant quatre personnes à temps plein au service divertissement pour sept journalistes. Ainsi, BuzzFeed couvre la campagne présidentielle de 2017, tout en proposant un « bric-à-brac de potins racoleurs » sur son site, son trafic provenant essentiellement des réseaux sociaux,.

## Critiques et controverses
Le site est secoué par un scandale en juillet 2014, après qu'il a été découvert qu'un de ses écrivains politiques, Benny Johnson, avait plagié d'autres sources (plus de quarante fois).
Alors que le site accepte des publicités payées par le Parti démocrate et le Parti républicain, BuzzFeed met fin en juin 2016 au contrat avec ce dernier afin de s'opposer à la candidature de Donald Trump, comparant les publicités le concernant à celles pour les cigarettes et donc « néfastes à la santé ». Donald Trump, lors de sa première conférence de presse en tant que président élu, invective BuzzFeed pour avoir rapporté des allégations non vérifiées selon lesquelles la Russie aurait constitué des informations compromettantes sur lui, qualifiant les informations fournies par le média d'« amas de déchets ». Pour le New York Post, les informations publiées par BuzzFeed ont l'effet inverse à celui recherché : « Ce qu’a fait BuzzFeed est tellement calomnieux et tellement loin de ce qui est un tant soit peu acceptable, que cela devrait pousser les détracteurs les plus féroces de Trump à voler à son secours ».

### Influence des annonceurs sur la rédaction
En avril 2015, BuzzFeed fait l'objet d'un examen minutieux après que Gawker, un blog américain axé sur l'industrie des médias, a observé que la publication avait supprimé deux articles qui critiquaient les annonceurs. L'un des articles critiquait le savon Dove (fabriqué par Unilever), tandis qu'un autre critiquait Hasbro. Les deux sociétés font de la publicité avec BuzzFeed. Ben Smith, l'éditeur en chef, s'est excusé dans un mémo adressé au personnel pour ses actions et a précisé que les deux articles avaient été rétablis avec une brève note. Quelques jours plus tard, Arabelle Sicardi, l'une des auteurs des contenus supprimés, a démissionné. Un examen interne de la société a révélé que trois posts supplémentaires avaient été supprimés pour avoir critiqué des produits ou des publicités (de Microsoft, Pepsi et Unilever).
En 2016, l'Advertising Standards Authority du Royaume-Uni statue que BuzzFeed avait enfreint les règles britanniques en matière de publicité pour ne pas avoir clairement indiqué qu'un article titré « 14 Laundry Fails We've All Experienced » (14 échecs de lavage du linge que nous avons tous vécus) qui faisait la promotion des lingettes anti-décoloration de l'entreprise Dylon (en) était un publireportage en ligne payé par la marque. Bien que l'ASA soit d'accord avec la défense de BuzzFeed selon laquelle les liens vers l'article à partir de sa page d'accueil et des résultats de recherche étiquetaient clairement l'article comme « contenu sponsorisé », cela ne tenait pas compte du fait que des individus pouvaient directement aboutir à l'article, jugeant que la mention « n'était pas suffisante pour indiquer clairement que le contenu principal de la page Web était un publireportage et que le contenu éditorial était donc retenu par l'annonceur »,